# Soliga Solberg
Soliga Solberg är en svensk komedifilm från 1941 i regi av Emil A. Lingheim. Manuset skrevs av Guido Valentin och Harry Iseborg och fotografer var Harald Berglund och Sven Thermænius. Alvar Kraft komponerade musiken och Wic' Kjellin klippte. I rollerna ses bland andra Edvard Persson, Märta Arbin och Anna-Greta Krigström.
Inspelningen ägde rum mellan den 28 april och 9 juli 1941 i Europafilms studio i Sundbyberg samt i Gamla stan, Djurgården, Skansen och "Nöjesfältet" i Stockholm. Den premiärvisades den 6 augusti på biograf Saga i Stockholm. Filmen var 88 minuter lång och barntillåten. Den var svartvit.

## Handling
Gunnar Solberg utsätts för en rånförsök i det café han driver. Han lyckas dock avstyra rånet och få rånaren att bli hederlig igen. Denne anställes som "hovsmästare" på caféet.

## Rollista
- Edvard Persson – Gunnar Solberg
- Märta Arbin – fru Solberg
- Anna-Greta Krigström – Lotten Solberg, Solbergs dotter
- Göran Bernhard – Per Solberg, Solbergs son
- Tord Andersén – Kalle Andersson
- Tord Bernheim – Frasse Olsson
- Hugo Björne – skeppsmäklare P. Carlesson
- Gerda Björne – fru Carlesson
- Nils Nordståhl – Jan Carlesson, Carlessons son
- Inger Sundberg – Lisa Carlesson, Jans syster
- Bullan Weijden – operaprimadonna
- Holger Sjöberg – operasångare
- Carin Swensson – hembiträde
- Astrid Bodin – hembiträde
- Erik Rosén – barnavårdsmannen
- Arne Lindblad – försäljare
- Sten Meurk – servitör[2]

Ej krediterade
- Ivar Kåge	– polisdomaren
- Ninni Wahlund – Ida, hembiträde
- Edla Rothgardt – äldre dam som vill handla bröd
- Jullan Jonsson – kvinna som vill handla bröd
- Emy Owandner – damtriomedlem
- Ingalill Rossvald – damtriomedlem
- Anna-Lisa Fröberg – kvinna på Pers kalas
- Sture Lindeström – inspicienten på operan
- Gustav Runsten – maskören på operan
- Bertil Ehrenmark – scenarbetare på operan
- Harald Wehlnor – brandman på operan
- Elna-Britta Wallman – servitris på kaféet
- Alvar Kraft – operadirigenten
- Jean Claesson – man i publik
- Edvard Danielsson – man i publik
- Gustaf Hedström – man i publik
- Gunnar Almqvist – man i publik
- Gerd Mårtensson – kvinna i publik
- Karl-Arne Bergman	– brudgummen på Skansen
- Birger Åsander – man i vit rock
- Felix Alvo – medlem i akrobatgrupp
- Carl Andersson – man som antastar kvinna på gatan
- Christian Bratt – kafégäst
- Stig Johanson – kafégäst
- Ernst Wellton – kafégäst
- Lisa Westermark – ej identifierad roll
- Gösta Grip (bortklippt)
- Ann-Margret Bergendahl (bortklippt)[2]

## Utgivning
Filmen utgavs 2020 på DVD av Studio S Entertainment tillsammans med Snapphanar i regi av Åke Ohrberg från 1941.

### Fotnoter
1. 1 2 3 4 5 6 7 8 9 10 11 12 13 14 15  Soliga Solberg, Svensk Filmdatabas, Svenska Filminstitutet, läs online, läst: 8 november 2023.[källa från Wikidata]
2. 1 2 3 4 5  ”Soliga Solberg”. Svensk Filmdatabas. https://www.svenskfilmdatabas.se/sv/item/?type=film&itemid=3949. Läst 19 mars 2013.
3. ↑  ”Soliga Solberg”. IMDb.com. http://www.imdb.com/title/tt0034214/?ref_=fn_al_tt_1. Läst 19 mars 2013.
4. ↑  ”Soliga Solberg”. smdb.kb.se. Svensk mediedatabas. https://smdb.kb.se/catalog/id/004004058. Läst 8 november 2023.